# Ustawa Zasadnicza Republiki Federalnej Niemiec
Ustawa Zasadnicza Republiki Federalnej Niemiec (niem. Grundgesetz für die Bundesrepublik Deutschland, skrót GG) – podstawowy akt prawny w niemieckim systemie prawnym.
Ustawa Zasadnicza obowiązuje jako konstytucja Niemiec do dnia, gdy po odzyskaniu ostatecznej wolności i jedności Niemiec naród niemiecki w drodze swobodnej decyzji przyjmie konstytucję (art. 146). Obwieszczona dnia 23 maja 1949 przez Radę Parlamentarną (Parlamentarischer Rat) weszła w życie dnia 24 maja 1949.
Ustawa Zasadnicza stwierdza, jakie prawa ma każdy obywatel (prawa zasadnicze, niem. Grundrechte) oraz każdy człowiek (prawa człowieka) wobec przedstawicieli władzy państwowej (Staatsgewalt).
Ustawa Zasadnicza określa również organizację państwa i wyznacza podstawowe zadania państwa oraz jego sposoby działania.
Ustawa Zasadnicza składa się z artykułów, które były zmieniane, jednak fundamentalne zasady struktury państwa (Staatsstruktur) nie podlegają żadnym zmianom (art. 1, 20 i 79 ust. 3).
Nie oznacza to, że parlament (Bundestag i Bundesrat), jako władza ustawodawcza, uprawniona do zmiany konstytucji, nie może wkraczać w całość praw zasadniczych (Grundrechte) każdorazowo większością 2/3 głosów.
Przestrzeganie i wykładnia Ustawy Zasadniczej jest nadzorowane przez Federalny Trybunał Konstytucyjny (Bundesverfassungsgericht).
Ażeby podkreślić prowizoryczny charakter tej konstytucji wobec podziału Niemiec po II wojnie światowej, przyjęto określenie Ustawa Zasadnicza, uwarunkowując ostateczną konstytucję ponownym zjednoczeniem (niem. Wiedervereinigung).
Pierwotnie tekst konstytucji składał się z preambuły i 146 artykułów. W wyniku wielokrotnych nowelizacji dodano 39 nowych artykułów.

Mimo zjednoczenia Niemiec w 1990 roku Ustawa Zasadnicza obowiązuje nadal, dokonano w niej jedynie stosownych zmian.